# Озвил Толозан
Озвил Толозан (фр. Auzeville-Tolosane) насеље је и општина у јужној Француској у региону Миди Пирене, у департману Горња Гарона која припада префектури Тулуз.
По подацима из 2011. године у општини је живело 3505 становника, а густина насељености је износила 526,28 становника/km². Општина се простире на површини од 6,66 km². Налази се на средњој надморској висини од 167 метара (максималној 272 m, а минималној 142 m).

## Демографија
| 1962. | 1968. | 1975. | 1982. | 1990. | 1999. | 2011. |
| ----- | ----- | ----- | ----- | ----- | ----- | ----- |
| 456   | 491   | 1.073 | 1.808 | 2.000 | 2.202 | 3.505 |

График промене броја становника у току последњих година